# 矢野吉彦
矢野 吉彦（やの よしひこ、1960年10月21日 - ）は、日本のアナウンサー、競馬評論家。
元文化放送アナウンサー（1983年 - 1988年）ののち、フリーアナウンサー。TCP Artist、TBSスパークル（社名がクリエイティブ・メディア・エージェンシー→キャスト・プラス=CMAだった2003年頃より）所属。

## 来歴・人物
東京都出身。東京都立両国高等学校 を経て早稲田大学第一文学部 を卒業後、1983年に文化放送へ入社。主にプロ野球など スポーツ番組を担当。1989年よりフリーアナへ転身。主な実況担当競技は、競馬、プロ野球、アメリカンフットボール、Jリーグ（日本プロサッカーリーグ）、ノルディックスキー複合。ニッポン放送が大井競馬場で制作していた場内限定ミニFMでも実況したことがあり、当時の中央スタンドにしつらえられた放送席で、司会は深澤弘であった。
趣味は世界各国の競馬場巡り、温泉巡り、B級グルメ巡り。ばんえい競馬のファンでもあり、特定非営利活動法人「とかち馬文化を支える会」の理事でもある。また、鉄道ファンでもあり、2018年には競馬と鉄道とを交えた自著『競馬と鉄道 : あの"競馬場駅"は、こうしてできた』を発刊、JRA賞馬事文化賞を受賞している。

## 詳細情報

### 出演番組
文化放送
- プロ野球中継（『ライオンズナイター』『ホームランナイター』）
- 中央競馬メインレース中継 - 在職当時、『決定!全日本歌謡選抜』の制作方針との絡みで生放送は休止していたものの、NRNスポーツニュースおよび局内資料用音源収録のため担当することがあった[2]。退社後の2020年2月9日の東京新聞杯で実況を担当。

テレビ東京
- 土曜競馬中継→ウイニング競馬 - 1990年4月より担当[3][7][11]。実況・司会兼務[12]。

J SPORTS
- 野球中継『J SPORTS STADIUM』
  - プロ野球（楽天[3]・西武[3][12]・ロッテ[3][12]・ソフトバンク[3][12] 戦） - 実況[3]
  - 都市対抗野球大会 - 実況（2014年より担当[13]）
- バドミントン日本リーグ・各世界大会 - 実況[3]
- ノルディック複合ワールドカップ[12] - 実況[3]
- テニス「デビスカップ」「フェドカップ」[3][12]

GAORA
- GAORAプロ野球中継 - 実況・リポート[12]
- 都市対抗野球大会 - 実況[3]（? - 2013年[13]）

スカイ・A sports+
- アメリカンフットボールXリーグ中継[12] - 実況[3]

テレビ埼玉（テレ玉）
- プロ野球中継[12]（『ライオンズアワー』『ヒットナイター』） - 実況[3][12]・リポート[12]
- 高校野球中継 - 実況・リポート[12]

NACK5
- スパークリング・サンデー[3]（SPARKLING SUNDAY[12]）
- NACK5 SUNDAY LIONS[3][12]
- J-LEAGUE STORM LIVE[12] - 実況[3]

ラジオ大阪
- 近鉄バファローズナイター - 実況・リポート[12][14]

東京ケーブルネットワーク
- 都市対抗野球中継[12]

GYAO!
- BANBA王中継[12]

ワールド・ハイビジョン・チャンネル（TwellV、BS12）
- BS12 プロ野球中継 - 実況・リポート[15]

テレ朝チャンネル
- 埼玉西武ライオンズ主催試合中継[16]

日テレプラス ドラマ・アニメ・スポーツ
- 東北楽天ゴールデンイーグルス主催試合中継（2013年・2014年）

ニコニコ生放送
- ニコニコプロ野球チャンネル（横浜DeNAベイスターズ主催試合） - 実況[17]

KBS京都
- ウマテツ！~競馬と鉄道~（2019年）

グリーンチャンネル
- グリーンチャンネル地方競馬中継（日曜日ゲストコメンテーターとして数回出場）

### ゲームソフト
※いずれも、声の出演。
- ウイニングポスト7 2010（コーエー） - 実況[18]
- ウイニングポストワールド2010（コーエー） - 実況[19]

### ビブリオグラフィ

#### 著書
- 実況アナのイレコミ熱中競馬[20]（1996年、永岡書店）ISBN 978-4-52-231095-3
- 矢野吉彦の世界の競馬案内[20]（2003年、オークラ出版）ISBN 978-4-77-550212-9
- 競馬と鉄道 : あの"競馬場駅"は、こうしてできた（2018年4月、交通新聞社）ISBN 978-4-330-87718-1

#### 連載コラム
- 東京スポーツ
  - 矢野アナの実況席から勝つ馬が見えた（2008年3月まで）
  - 矢野吉彦の地方競馬応援席[20]（2008年4月）
- ハロン（月刊の地方競馬情報誌）[7]
- 週間競馬ブック（随時短期連載による競馬史、並びに「一筆啓上」のコラム担当）

## 主な実況歴

### GIレース
中央
- フェブラリーハンデキャップ→フェブラリーステークス（1992年、1995年、1996年）
- 桜花賞（1993年、1994年）
- 中山大障害 (春)（1990年、1992年、1993年）
- 中山グランドジャンプ（2000年～2002年、2005年、2006年、2008年、2009年、2011年〜2014年、2017年〜2020年、2022年）
- 皐月賞（1990年、1993年、1994年、1998年）
- NHKマイルカップ（1998年、2002年）
- 優駿牝馬（1990年、1993年、1994年、1998年、2005年）
- 東京優駿（1987年、1988年、1990年、1993年、1994年、1997年、1998年）
- 安田記念（1990年、1993年、1994年）
- スプリンターズステークス（1990年、1995年、1998年）
- 秋華賞（2005年）
- 菊花賞（1990年、1993年、1994年、2003年）
- 天皇賞 (秋)（1990年、1993年、1994年、1998年、2004年）
- ジャパンカップ（1990年、1994年、1998年、2004年）
- ジャパンカップダート（2000年～2003年、2005年～2007年）
- 朝日杯3歳ステークス（1990年、1993年、1997年、1998年）
- ホープフルステークス（2017年）
- 中山大障害 (秋)→中山大障害（1991年、2004年、2006年～2011年、2014年、2015年、2021年、2022年）
- 有馬記念（1990年、1994年、1995年、1998年、2004年）

地方
- かしわ記念（2017年）
- 東京ダービー（1990年）[9]
- JBCレディスクラシック（2016年）
- JBCスプリント（2009年、2016年）[21]
- JBCクラシック（2009年、2016年）

### その他
- 金杯 (東)→中山金杯（1993年～1995年、1998年、2005年、2007年、2008年、2010年～2012年）
- 東京障害特別 (春)（1998年）
- 根岸ステークス（1991年、1992年、2005年）
- 東京新聞杯（2006年～2010年、2020年）
- クイーンカップ（2005年～2011年）
- ダイヤモンドステークス（1997年、1998年、2011年、2012年）
- オーシャンステークス（2006年～2012年）
- 中山牝馬ステークス（2005年）
- クリスタルカップ（1991年）
- 弥生賞（1997年）
- 日経賞（2005年～2010年、2012年）
- マーチステークス（1994年、1999年）
- フラワーカップ（1993年、1997年～1999年、2004年、2006年～2010年、2012年）
- ダービー卿チャレンジトロフィー（1997年～1999年）
- ニュージーランドトロフィー（2004年、2005年、2007年、2009年、2012年）
- 4歳牝馬特別 (東)（1997年、1999年）
- テレビ東京杯青葉賞（1997年、1999年、2004年〜2006年、2009年～2011年、2013年、2017年）
- 京王杯スプリングカップ（1992年、1994年、1995年、1997年、1999年、2009年～2012年、2017年）
- 目黒記念（1997年〜2000年、2002年、2005年、2011年）
- 東京ハイジャンプ（1999年、2009年）
- ユニコーンステークス（1997年、1998年、2005年、2007年、2009年、2011年）
- エプソムカップ（1996年、1997年、1999年）
- 七夕賞（1996年～1998年）
- アイビスサマーダッシュ（2021年）
- クイーンステークス（2021年）
- レパードステークス（2021年）
- セントライト記念（2015年、2021年）
- 府中牝馬ステークス（2018年）
- 富士ステークス（1998年、2004年～2007年、2009年～2011年）
- 武蔵野ステークス（1997年、1999年、2001年、2004年～2009年）
- 東京障害特別 (秋)（1992年）
- アルゼンチン共和国杯（1995年、1998年）
- 京成杯3歳ステークス→京王杯3歳ステークス→京王杯2歳ステークス（1994年、1998年、1999年、2004年～2009年）
- 東京スポーツ杯3歳ステークス→東京スポーツ杯2歳ステークス（1997年、2005年、2006年、2009年）
- ステイヤーズステークス（1990年, 1991年、1994年、1997年、1998年、2004年、2006年～2009年）
- テレビ東京賞3歳牝馬ステークス→フェアリーステークス（1991年、1996年～1998年）